# Egira indurata
Egira indurata là một loài bướm đêm trong họ Noctuidae.